# Middendorfia borysthenica
Middendorfia borysthenica là một loài thực vật có hoa trong họ Lythraceae. Loài này được Trautv. mô tả khoa học đầu tiên.